# Валинфреда
Валинфрѐда (на италиански: Vallinfreda) е село и община в Централна Италия, провинция Рим, регион Лацио. Разположено е на 874 m надморска височина. Населението на общината е 316 души (към 2010 г.).